# Балтазар Кастільйоне
Балтаза́р Кастільйо́не (італ. Baldassare Castiglione; 1478—1529) — італійський письменник. Автор трактату «Придворний» (італ. Il Cortegiano), одного з найзнаменитіших творів італійського Відродження. Граф Новілари.

## Життєпис
Балтазар Кастільйоне народився поблизу Мантуї. У січні 1491 року, під час урочистостей з нагоди одруження Беатріче д'Есте і Людовіко Сфорца, був представлений Ізабеллі д'Есте, молодій дружині мантуанського маркіза Франческо Гонзага. Отримав гуманітарну освіту в Мілані. З 1501 року виконував дипломатичні місії при різних італійських дворах. У 1503 році вперше побував в Римі; в складі почту герцога Мантуанського брав участь у франко-італійських війнах; у жовтні того ж року брав участь у битві при Гарільяно. З 1504 року — на службі у герцога Урбинського, що відправив Кастільйоне з місіями до Англії (1506) і Франції (1507).

## Твори

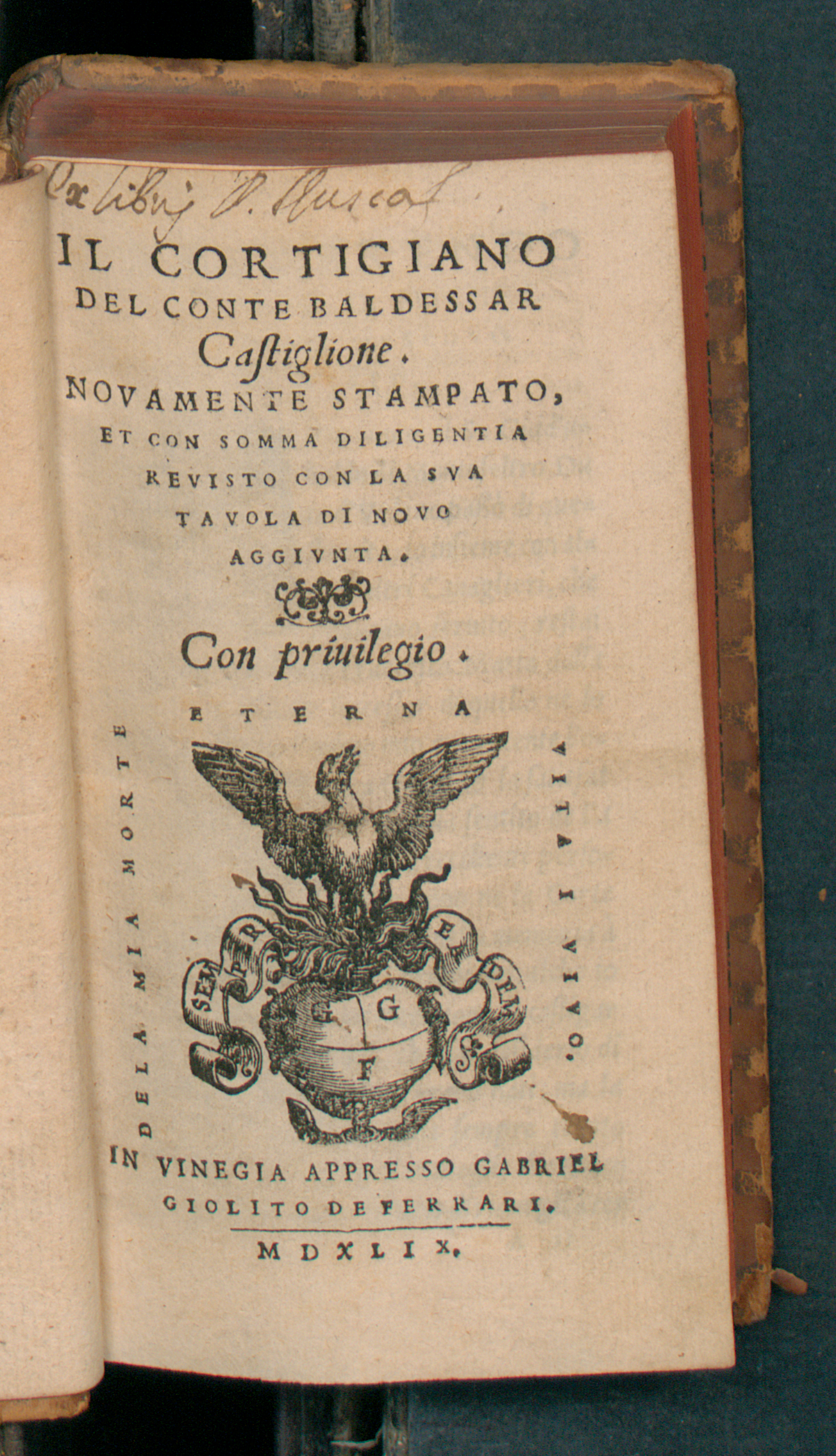
Cortegiano, 1549

Головний твір Кастільйоне — книга діалогів «Придворний» (італ. Il Cortegiano), що відтворює тип ідеального придворного і картину вишуканих звичаїв, різних інтелектуальних розваг, в тому числі, дотепних бесід італійського суспільства часів Відродження. Початок роботи датують 1514 роком; перша редакція твору (з присвятою Франциску I) була закінчена в 1516 році. Останню (третю) редакцію (без посвяти) датують 1524 роком; вона була надрукована в Венеції в 1528 році в друкарні спадкоємців Альда Мануція і пізніше перекладена багатьма мовами: іспанський переклад вийшов в 1534-м, французький в 1537-м, англійський — в 1561 році. Кастільйоне є також автором латинських і італійських віршів «на випадок». Серед них виділяються звернена до дружини поета елегія, еклога «Тірсіс» (1506), латинське віршоване послання до англійського короля Генріха VII (+1508).